# كارين دارابيديان
كريستيان (بالأرمنية: Կարեն Դարաբեդյան؛ مواليد 18 ديسمبر 1986) هو مُقاتل فنون قتالية مختلطة أمريكي–أرميني.

## وصلات خارجية
- كارين دارابيديان على موقع شيردوغ (الإنجليزية)
- كارين دارابيديان على موقع IMDb (الإنجليزية)